# 만난초속
만난초속(Mann蘭草屬, 학명: Manniella 만니엘라[*])은 투구난초족의 단형 아족인 만난초아족(Mann蘭草亞族, 학명: Manniellinae 만니엘리나이[*])에 속하는 유일한 속이다. 속명은 독일의 식물학자인 구스타프 만의 이름에서 따왔다.

## 하위 분류
- 만난초(M. gustavi Rchb.f.)
- M. cypripedioides Salazar, T.Franke, Zapfack & Beenken